# Квіткокол венесуельський
Квіткокол венесуельський (Diglossa venezuelensis) — вид горобцеподібних птахів родини саякових (Thraupidae). Ендемік Венесуели.

## Опис
Довжина птаха становить 12,7-13,5 см. виду  Самці мають повністю чорне забарвлення, на боках у них є невеликі пучки білого пір'я, а на крилах білі смуги. У самиць голова жовтувато-оливкова, верхня частина тіла оливково-коричнева, голова і груди тьмі, темно-оливково-жовті, живіт і гузка оливково-коричневі. Білі плями на боках і на крилах такі ж, як і у самців. Дзьоб чорний, вигнутий догори, на кінці гачкуватий.

## Поширення й екологія
Венесуельські квіткоколи є ендеміками Прибережного хребта на північному сході Венесуели, де вони мешкають в горах Турімікуїрського масиву та на півострові Парія. Вони живуть на узліссях вологих гірських тропічних лісів Clusia, у високогірних чагарникових заростях та на високогірних луках. Зустрічаються парами, переважно на висоті від 1525 до 2450 м над рівнем моря, на півострові Парія на висоті 885 м над рівнем моря. Не приєднуються до змішаних зграй птахів. Живляться нектаром.

## Збереження
МСОП класифікує ей вид як такий, що перебуває під загрозою зникнення. За оцінками дослідників, популяція венесуельських квіткоколів становить від 1000 до 16500 птахів. Їм загрожує знищення природного середовища.